# Fågelkantlav
Fågelkantlav (Aspicilia leprosescens) är en lavart som först beskrevs av Sandst., och fick sitt nu gällande namn av Hav. Fågelkantlav ingår i släktet Aspicilia och familjen Megasporaceae.  Arten är reproducerande i Sverige. Inga underarter finns listade i Catalogue of Life.